# 20000 Varuna
20000 Varuna (simbol: ) je veliko čezneptunsko telo v Kuiperjevem pasu s krogelnim premerom okoli 900 (+125/-145) km  Arhivirano 2004-04-20 na Wayback Machine. in je tako malo manjše od Plutonove lune Haron s premerom 1.270 km. Odkrili so ga 28. novembra 2000. Srednja polos tira je 43,189 a.e.
Asteroid se imenuje po hindujskem bogu Varuni. Prej je nosil po predpisih Mednarodne astronomske zveze sistematično ime 2000 WR106, ki kaže na letnico odkritja.